# Heterotaxalus
Heterotaxalus is een kevergeslacht uit de familie van de boktorren (Cerambycidae). De wetenschappelijke naam van het geslacht werd voor het eerst geldig gepubliceerd in 1926 door Heller.

## Soorten
Heterotaxalus is monotypisch en omvat slechts de volgende soort:
- Heterotaxalus schwarzeri Heller, 1926